# Immer dieser Michel 1. – Michel in der Suppenschüssel
Immer dieser Michel 1. – Michel in der Suppenschüssel (Originaltitel: Emil i Lönneberga) ist ein Film des Regisseurs Olle Hellbom aus dem Jahr 1971. Er ist der erste Film der dreiteiligen Adaption der Romane über Michel aus Lönneberga von Astrid Lindgren.

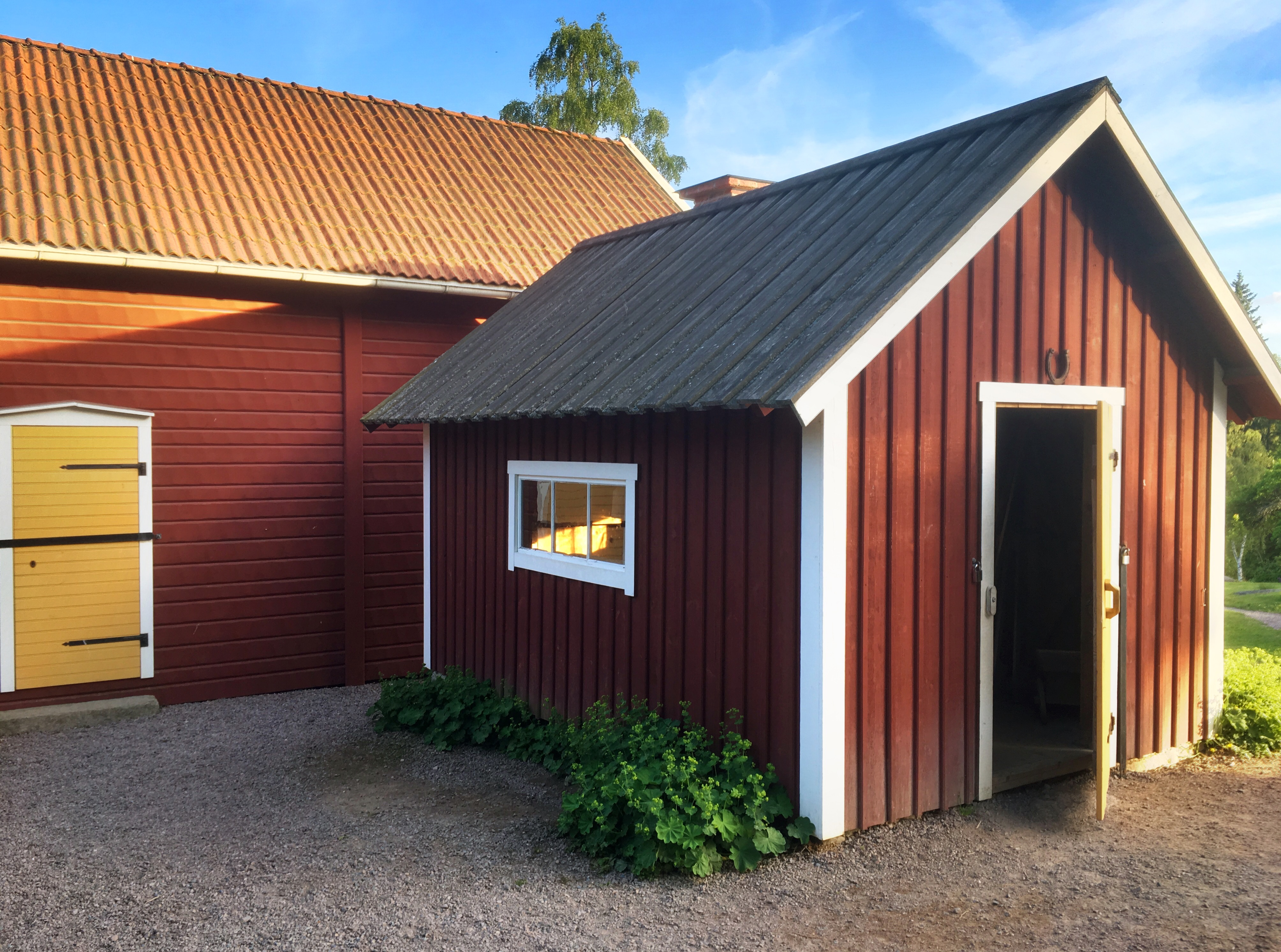
Michels Tischlerschuppen auf Katthult (Filmkulisse)

## Handlung
Michel lebt zusammen mit seiner kleinen Schwester Ida und seinen Eltern auf einem kleinen Bauernhof in Schweden. Er geht noch nicht zur Schule und hat somit viel Zeit für so manchen Streich, was bei den Leuten im Ort immer für viel Gerede sorgt. Dabei meinte er es gar nicht böse, sondern er hat einfach nur zu viel Phantasie und Entdeckerlust. Eines Tages findet er zum Beispiel den Hut seines Vaters am Bach, den dieser dort vergessen hatte. Michel will eigentlich nur ausprobieren, ob der Hut schwimmen kann. Als er ihn dann aus dem Wasser zurückholen will, werden seine ledernen Stiefel ganz nass und Wasser läuft hinein. So meint er testen zu müssen, ob es auch wasserdichte Stiefel gibt. Deshalb geht er nach Hause und füllt in die Stiefel seines Vaters Regenwasser aus der Tonne. Michels Vater tritt nun unerwartet in diese nassen Stiefel und weiß sofort, wer ihm diesen Streich gespielt hat. Michel versteckt sich daraufhin schnell im Holzschuppen, wo er schon sehr oft Zuflucht gesucht hat, weil er die Tür von innen verriegeln kann. Hier schnitzt er dann immer kleine Holzmännchen, von denen sich im Laufe der Zeit schon eine ganze Menge angesammelt haben.
Mit auf dem Katthult-Hof in Lönneberga leben auch der Knecht Alfred und die etwas naive Magd Lina. Ihr begegnet eines Nachts eine Ratte in der Küche, weshalb Michel hier nun eine Falle aufstellt, in die sein Vater prompt am nächsten Morgen mit seinen nackten Füßen tritt. So muss Michel noch im Nachthemd in den Holzschuppen flüchten. So beginnt er seine 98. Figur zu schnitzen, bis er am Nachmittag wieder ins Haus kommen darf. Dort bereitet Michels Mutter gerade Blutklöße zu und Michel schüttet in seiner Unachtsamkeit seinem Vater den Kloßteig ins Gesicht. So musste Michel auch noch den ganzen weiteren Tag im Schuppen verbringen und ist darüber so verärgert, dass er beschließt, auch den Rest des Lebens hier zu bleiben und nie wieder herauszukommen. Das bereut er schon bald, weil er ja mit Alfred zum Schwimmen gehen wollte. Da Lina den Schuppen auch von außen verriegelt hatte, muss Michel aus dem Schornstein des Schuppens klettern und sieht deshalb aus wie ein „Gespensterkind“.
Beim nächsten Abendessen sitzt Michel aber wieder mit am Tisch. Dummerweise will er den letzten Rest der Suppe aus der Suppenschüssel schlürfen und bleibt mit seinem Kopf darin stecken. Trotz aller Mühe lässt sich Michels Kopf nicht daraus zu befreien. Weil der Vater die Suppenschüssel nicht zerschlagen möchte, fährt er mit Michel im Pferdewagen in die Stadt zum Arzt. Alle Leute können nun sehen, was mit Michel geschehen ist. Kaum beim Arzt angekommen, stößt Michel mit dem Kopf auf dessen Schreibtisch und die Schüssel zerspringt. Trotzdem ist der Vater nicht traurig über den finanziellen Verlust, denn der Arzt hätte ja auch Geld gekostet. Zum Dank die Arztkosten gespart zu haben, schenkt er Michel ein 5-Øre Stück, das dieser aber zum Spaß in den Mund steckt und auf der holprigen Heimfahrt prompt verschluckt. Er findet es dabei noch lustig, nun seine eigene Sparbüchse zu sein, aber seine Mutter besteht darauf sofort umzukehren, damit der Doktor das Geldstück wieder herausholen kann. Doch der Arzt gibt nur den Rat, der Natur ihren Lauf zu lassen und nimmt zu Anton Svenssons Freude wieder kein Honorar. Michels Vater ist sehr zufrieden über das gute Geschäft und klebt die Scherben der Suppenschüssel wieder zusammen. Allerdings hält die Freude nicht lange an, weil Michel erneut den Kopf hineinsteckt und diesmal die Mutter den Topf selber zerschlägt, um ihren Jungen zu befreien.
Die Svenssons wollen ein großes Sommerfest feiern und bei der Ankunft der Gäste traditionsgemäß die schwedische Flagge hissen. Alles ist vorbereitet, doch wird Michels Vater vom Knecht gerufen, weil die Kuh zu kalben beginnt. Michel nutzt die Gelegenheit und zieht Ida am Fahnenmast hinauf, weil seine kleine Schwester gern die Welt von oben sehen möchte. Die Eltern sind entsetzt und werden erst durch ihre Gäste darauf aufmerksam, dass sie wohl die falsche Fahne gehisst hätten. Denn Idas rot-weißes Kleid leuchtete den Leuten wie die dänische Flagge entgegen. Michel wird wieder einmal zur Strafe in den Holzschuppen gesperrt. Da er Hunger bekommt, klettert er vom Schuppenfenster über ein Brett bis in die daneben stehende Speisekammer und tut sich an den Würsten gütlich. Als der Vater Michel wieder freilassen will, ist er verschwunden und die ganze Gesellschaft sucht nach ihm. Die Magd Lina findet den Jungen am Ende und alle sind erleichtert. Die Freude der Eltern ihren Michel unversehrt wiederzuhaben übertrifft dabei den Ärger über die aufgegessenen Würste.
Kurz vor Weihnachten wird auf dem Katthult-Hof viel vorbereitet und auch die Pächterin der Svenssons, die alte Krösa-Maja hilft mit. Dabei erzählt sie Schauergeschichten von Monstern und Werwölfen, sodass es Michel für sinnvoll hält, eine Wolfsfalle zu bauen. Aber darin fängt er natürlich keinen Wolf, sondern die böse Aufseherin des Armenhauses von Lönneberga tappt dort hinein. Sie war auf der Suche nach den Armen, die von Michel zu einem Festessen eingeladen wurden, da seine Eltern nicht zu Hause, sondern bei Bekannten am Ende des Ortes zu Besuch sind. Die ausgehungerten Armen, darunter Alfreds Großvater Stolle-Jocke, lassen nichts übrig von den leckeren Speisen, die Michels Mutter eigentlich für die Verwandtschaft vorbereitet hatte, die am nächsten Tag kommen sollten. Für Michel gibt es zur Strafe natürlich wieder einen ganzen Tag im Holzschuppen.

## Kritiken
„Mit leichter Hand inszenierter, lustiger Film über Kindheitserlebnisse und -streiche des kleinen Michel. Der dreiteilige Film nach einem Buch von Astrid Lindgren gibt sich rein unterhaltend und ohne Tiefgang. Er ist perfekt inszenierte, gefällige Unterhaltung für Kinder.“

## Sonstiges
Zwischen 1975 und 1976 wurde unter dem Namen Michel aus Lönneberga die deutsch-schwedische Serienfassung der Filme veröffentlicht. In dieser wurden die Abenteuer und Streiche in einzelnen Folgen gesendet:
- Als Michel eine Ratte fing
- Als Michel den Kopf in die Suppenschüssel steckte
- Als Michel Klein-Ida an der Fahnenstange hochzog
- Als Michel das Fest für die Armen gab

## Synchronisation
Dialogregie und Dialogbuch unterlagen Lothar Michael Schmitt. In der Kinoversion wurden nicht nur andere Synchronsprecher eingesetzt als in der Fernsehserie, auch die Dialoge weichen deutlich von denen der Fernsehfassung ab. 
| Rolle          | Darsteller        | Synchronsprecher  |
| -------------- | ----------------- | ----------------- |
| Erzählerin     | Astrid Lindgren   | Margot Trooger    |
| Michel         | Jan Ohlsson       | Gould Maynard     |
| Ida            | Lena Wisborg      | Inga Nickolai     |
| Lina           | Maud Hansson      | Kathrin Ackermann |
| Anton Svensson | Allan Edwall      | Holger Hagen      |
| Alma Svensson  | Emy Storm         | Eva-Maria Lahl    |
| Alfred         | Björn Gustafson   | Horst Raspe       |
| Krösa Maja     | Carsta Löck       | Carola Höhn       |
| Frau Petrell   | Hannelore Schroth | Hannelore Schroth |
| Arzt           | Paul Esser        | Paul Esser        |
| Maduskan       | Ellen Widmann     | Maria Landrock    |
| Stolle-Jocke   | Gus Dahlströhm    | Rolf Castell      |
| Lillklossan    | Mimi Pollak       | Marianne Paar     |

## Fortsetzungen
- Immer dieser Michel 2. – Michel muß mehr Männchen machen
- Immer dieser Michel 3. – Michel bringt die Welt in Ordnung